# Squatina nebulosa
Squatina nebulosa là một loài cá mập trong chi Squatina, chi duy nhất còn sinh tồn trong họ và bộ của nó. Loài này được Regan miêu tả khoa học đầu tiên năm 1906.